# Astragalus edmondi
Astragalus edmondi là một loài thực vật có hoa trong họ Đậu. Loài này được (Kuntze) E. Sheld. miêu tả khoa học đầu tiên năm 1894.